# Rada Depesz (Francja)
Rada Depesz (fr. Conseil des Dépêches) – historyczny organ we francuskim porządku prawnym, który istniał tam do rewolucji francuskiej w 1789 roku. W jej skład wchodzili wszyscy ministrowie stanu zasiadający w Radzie Stanu oraz kanclerz, sekretarze stanu, czasem generalny kontroler finansów oraz radcowie powołani przez króla. Rada Depesz zajmowała się sprawami zarządu wewnętrznego, czyli administracji, a ponadto orzekała w sprawach spornych z zakresu administracji jako pierwsza instancja bądź instancja odwoławcza sądownictwa administracyjnego.